# Ölmstads kyrkby
Ölmstads kyrkby är kyrkby i Ölmstads socken, Jönköpings kommun belägen väster om tätorten Ölmstad. 
I Ölmstads kyrkby ligger Ölmstads kyrka och Ölmstads hembygdsgård, den tidigare klockaregården som nu förvaltas av Ölmstads hembygdsförening